# Thomas Nyström (politiker)
Thomas Nyström, född 13 december 1833 i Jakob och Johannes församling, Stockholm, död 8 mars 1917 i Oscars församling, Stockholms stad, var en svensk militär och riksdagsman.
Nyström var överstelöjtnant i armén 1898–1909. Han var ledamot av riksdagens första kammare 1893–1902, invald i Blekinge läns valkrets. Nyström är begravd på Norra begravningsplatsen utanför Stockholm.